# Liste des aérophones dans le système Hornbostel-Sachs
Cet article traite de la catégorie des aérophones dans le système Hornbostel-Sachs. Conçu par Erich von Hornbostel et Curt Sachs en 1914, ce système permet une classification des instruments de musiques.
Les aérophones forment la quatrième grande catégorie de la classification Hornbostel-Sachs. Dans un aérophone, le son est produit par la vibration de l'air ; l'instrument ne vibre pas en lui-même et ne comporte aucune corde ou membrane.

## Aérophones (4)

### Aérophones libres (41)
Instruments où l'air vibrant n'est pas confiné dans l'instrument lui-même.
- Rhombe
- Sirène
- Diable

#### À déplacement (411)
Un jet d'air rencontre un biseau, ou un biseau est déplacé dans l'air.
- Lame d'épée
- Fouet

#### À interruption (412)

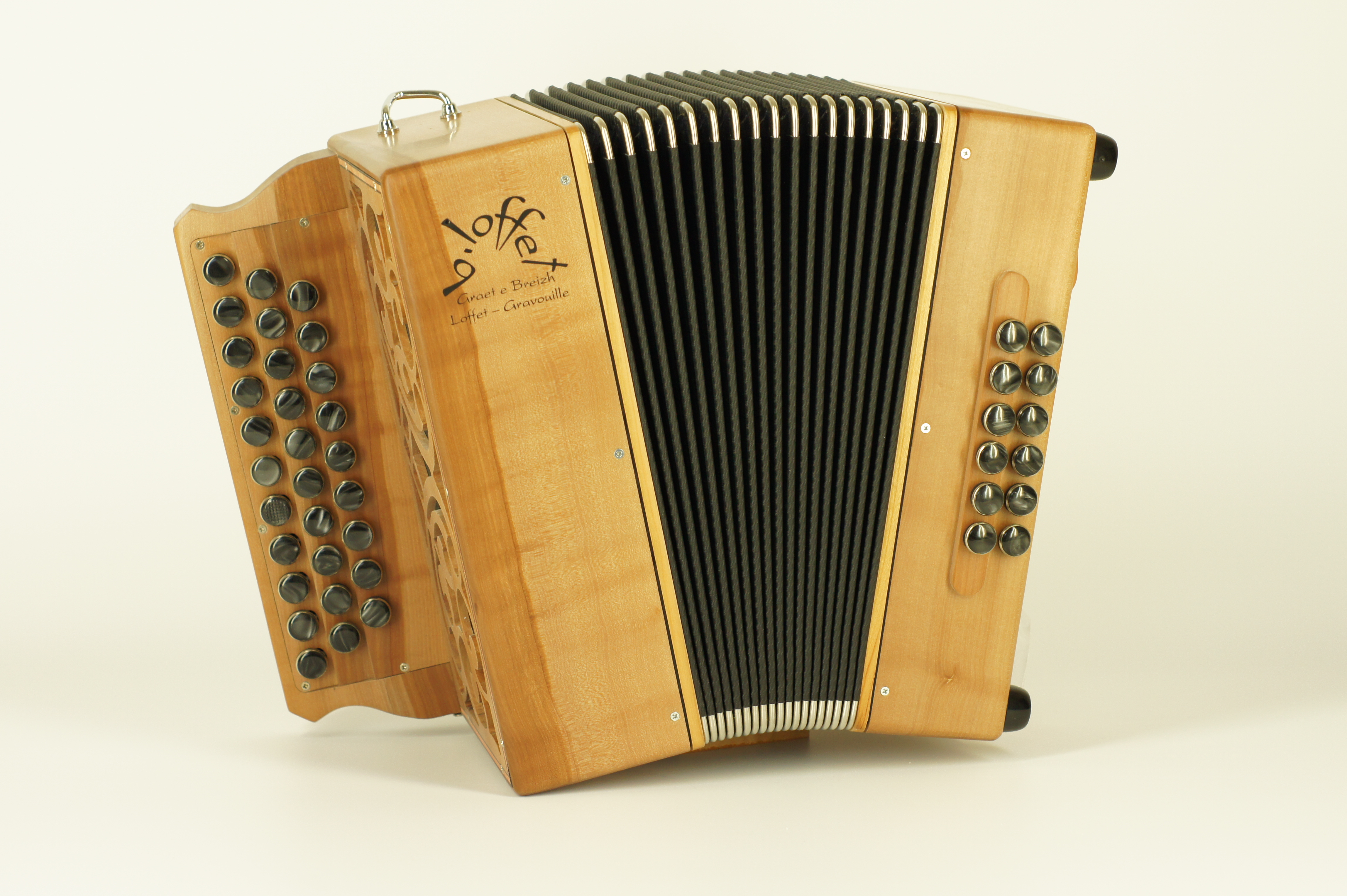
Accordéon diatonique, 412.132.

Le jet d'air est périodiquement interrompu.
- 412.1 : idiophones ou à anche, le jet d'air est dirigé contre une lamelle, qu'elle fait vibrer périodiquement afin d'interrompre périodiquement le flux.
  - 412.11 : anches à concussion, deux lamelles forment un espace qui se ferme périodiquement pendant leur vibration
  - 412.12 : anches à percussion (ou battantes), une unique lamelle frappe un cadre
    - 412.121 : isolées
    - 412.122 : groupées

  - 412.13 : anches libres, une lamelle vibre à l'intérieur d'une fente
    - 412.131 : isolées
    - 412.132 : groupées
      - Accordéon
      - Accordina
      - Accordola
      - Bandonéon
      - Concertina
      - Harmonéon
      - Harmonica
      - Harmonium
      - Mélodica
      - Sheng

  - 412.14 : anches rubans, l'air frappe le bord d'une bande sous tension

- 412.2 : non-idiophoniques
  - 412.21 : à rotation
    - Sirène

  - 412.22 : à oscillation
    - Corrugaphone
    - Rhombe

#### À explosion (413)

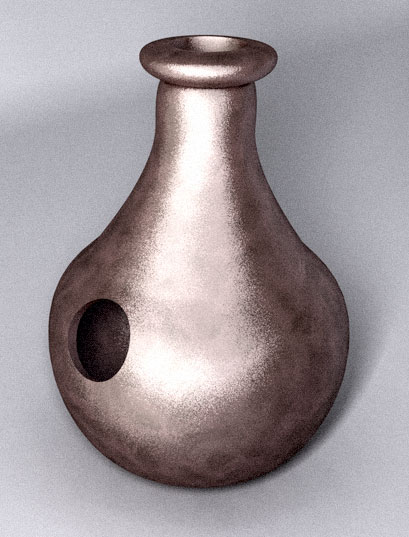
Udu, 413.

Le son est provoqué par une simple compression et détente de l'air
- Boomwhacker : procédé de simples tubes en plastiques de tailles différentes, utilisés comme percussion, et commercialisé depuis 1995[3].
- Udu

### Instruments à vent proprement dits (42)
L'air vibrant est contenu dans l'instrument. Ce groupe comprend la plupart des instruments à vent occidentaux, comme la flûte ou le cor d'harmonie, ainsi que d'autres types d'instruments comme les conques.

#### À biseau ouflûtes(421)

##### Sans conduit d'insufflation (421.1)

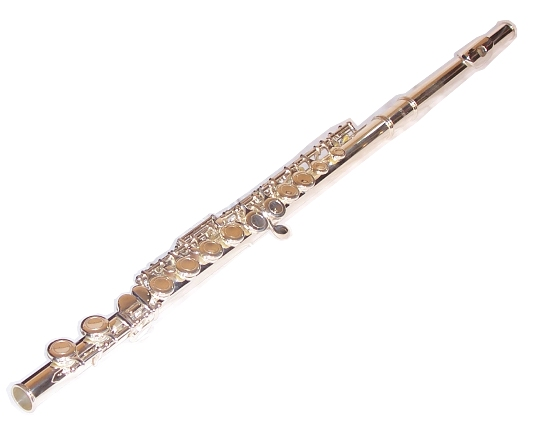
Flûte traversière, 421.121.12 - 71

- 421.1 : flûtes sans conduit d'insufflation, le jet est créé et mis en forme par les lèvres du musicien
  - 421.11 : à bouche terminale, le musicien souffle contre l'extrémité supérieure du tuyau
    - 421.111 : isolées
      - 421.111.1 : ouvertes, l'extrémité inférieure est ouverte
        - 421.111.11 : sans trous pour les doigts
        - 421.111.12 : avec trous pour les doigts
          - Hocchiku
          - Inci
          - Palendag/Pulalu
          - Quena
          - Shakuhachi
          - Tumpong
          - Xiao

      - 421.111.2 : fermées, l'extrémité inférieure est fermée
        - 421.111.21 : sans trous pour les doigts
          - Pifülka (voir aussi la section : "Jeu", de l'article Sifflet)

        - 421.111.22 : avec trous pour les doigts

    - 421.112 : groupées
      - Flûte de Pan
      - 421.112.1 : ouvertes
        - 421.112.11 : en radeau, les tuyaux sont liés entre eux sous la forme d'un radeau, ou sont réalisés en perçant des tubes dans une planche
        - 421.112.12 : en faisceau, les tuyaux sont liés entre eux sous la forme d'un faisceau

      - 421.112.2 : fermées
      - 421.112.3 : mixtes, ouvertes et fermées

  - 421.12 : à bouche latérale, le musicien souffle contre le bord d'un trou dans le côté du tuyau
    - 421.121 : isolées
      - 421.121.1 : ouvertes
        - 421.121.11 : sans trous pour les doigts
        - 421.121.12 : avec trous pour les doigts
          - Flûte traversière
          - Piccolo

      - 421.121.2 : partiellement fermées, le bas du tuyau est un nœud naturel percé d'un petit trou
      - 421.121.3 : fermées
        - 421.121.31 : sans trous pour les doigts	
          - 421.121.311 : avec extrémité inférieure fermée (ne semblent pas exister)
          - 421.121.312 : avec extrémité inférieure ajustable
            - Flûte à piston

        - 421.121.32 : avec trous pour les doigts

    - 421.122 : groupées
      - 421.122.1 : ouvertes
      - 421.122.2 : fermées

  - 421.13 : flûtes-récipient, le corps du tuyau n'est pas tubulaire mais prend la forme d'un récipient
    - Conque (si jouée comme une flûte)
    - Jug
    - Xun

##### À conduit d'insufflation (421.2)
- 421.2 : flûtes à conduit d'insufflation, un conduit étroit dirige le flux d'air contre un biseau
  - 421.21 : à conduit extérieur, le conduit est situé à l'extérieur de la paroi de la flûte
    - 421.211 : isolées
      - 421.211.1 : ouvertes
        - 421.211.11 : sans trous pour les doigts
        - 421.211.12 : avec trous pour les doigts
          - Suling
          - Mohoceño
          - Senqatanqana

      - 421.211.2 : partiellement fermées
      - 421.211.3 : fermées

    - 421.212 : groupées

  - 421.22 : à conduit intérieur, le conduit est situé à l'intérieur du tube
    - 421.221 : isolées
      - 421.221.1 : ouvertes
        - 421.221.11 : sans trous pour les doigts
          - Sifflet
          - Willow flute

        - 421.221.12 : avec trous pour les doigts
          - Flûte à bec
          - Khloy
          - Khlui
          - Tin whistle
          - Tarka
          - Pinkillo, ou pinquillo

      - 421.221.2 : partiellement fermées
      - 421.221.3 : fermées
        - 421.221.31 : sans trous pour les doigts
          - 421.221.311 : avec extrémité inférieure fixe
          - 421.221.312 : avec extrémité inférieure ajustable
            - Slide whistle

      - 421.221.4 : récipients
        - 421.221.41 : sans trous pour les doigts
        - 421.221.42 : avec trous pour les doigts
          - Huaca   Huaca
          - Ocarina

    - 421.222 : groupées
      - 421.222.1 : ouvertes
        - 421.222.11 : sans trous pour les doigts
          - Calliope
          - Flue pipe

        - 421.222.12 : avec trous pour les doigts
          - Double flageolet

      - 421.222.2 : partiellement fermées
      - 421.222.3 : fermées

#### À anche (422)
Le souffle du musicien est dirigé contre une lamelle ou une paire de lamelles qui interrompent périodiquement l'air et provoquent son mouvement.

##### Anche double,hautbois(422.1)

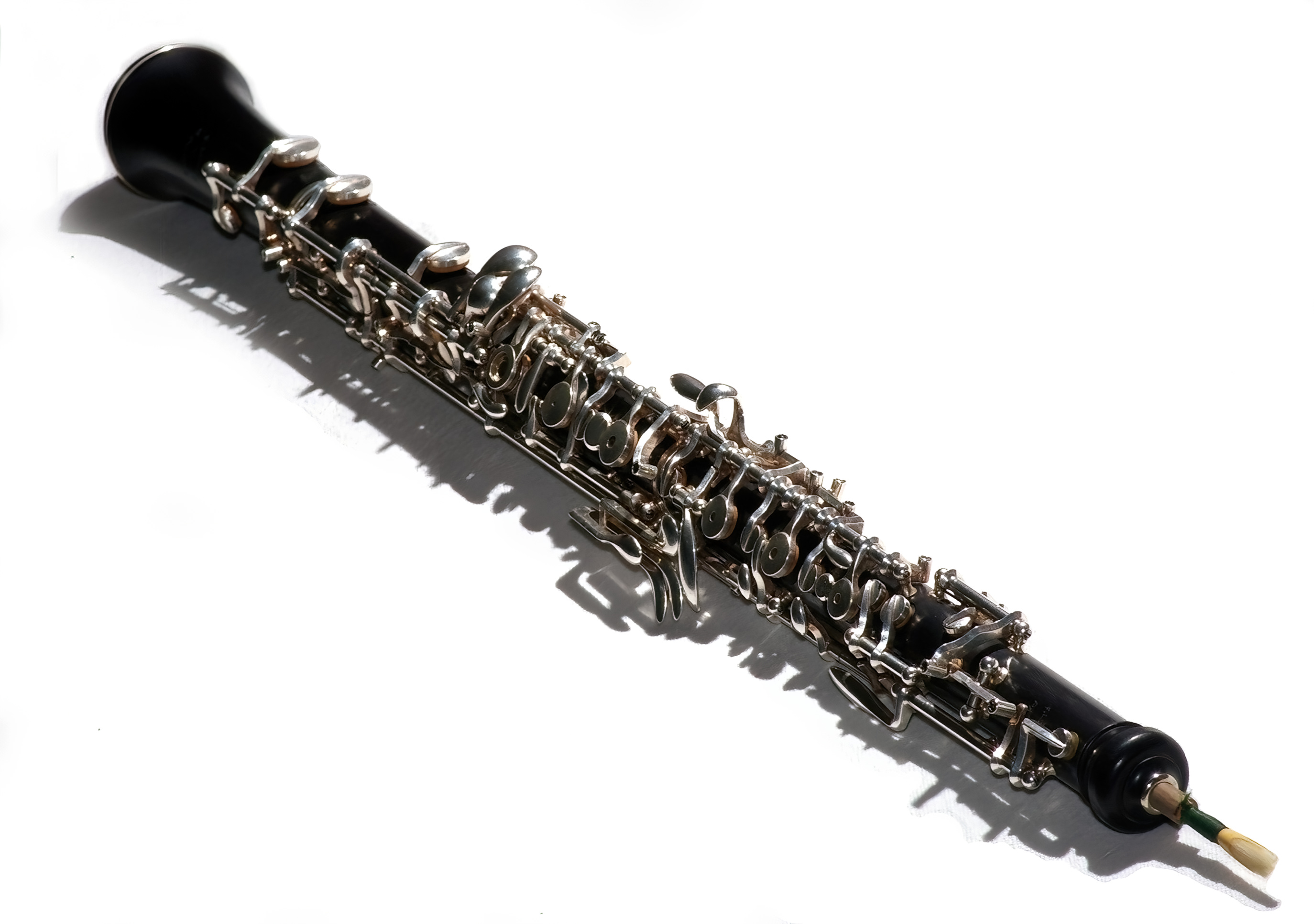
Hautbois moderne, 422.112.

- 422.1 : instruments à anche double, deux lamelles qui entrent en contact l'une avec l'autre
  - 422.11 : isolés
    - 422.111 : à perce cylindrique
      - Cornamuse
      - Cromorne
      - Hirtenschalmei
      - 422.111.1 : sans trous pour les doigts
      - 422.111.2 : avec trous pour les doigts

    - 422.112 : à perce conique
      - Basson
        - Contrebasson
        - Tenoroon

      - Bombarde
      - Chalemie
      - Cornemuses
        - Biniou
        - Dudelsack
        - Gaïta
        - Great Highland Bagpipe
        - Musette
        - Northumbrian smallpipes
        - Uilleann pipes
        - Volynka

      - Cromorne
      - Hautbois
        - Cor anglais
        - Hautbois d'amour
        - Hautbois baryton
        - Heckelphone
        - Musette
        - Oboe da caccia

      - Sarrussophone
      - Surma
      - Tárogató

  - 422.12 : groupés
    - 422.121 : à perce cylindrique
    - 422.122 : à perce conique

##### Anche simple,clarinettes(422.2)

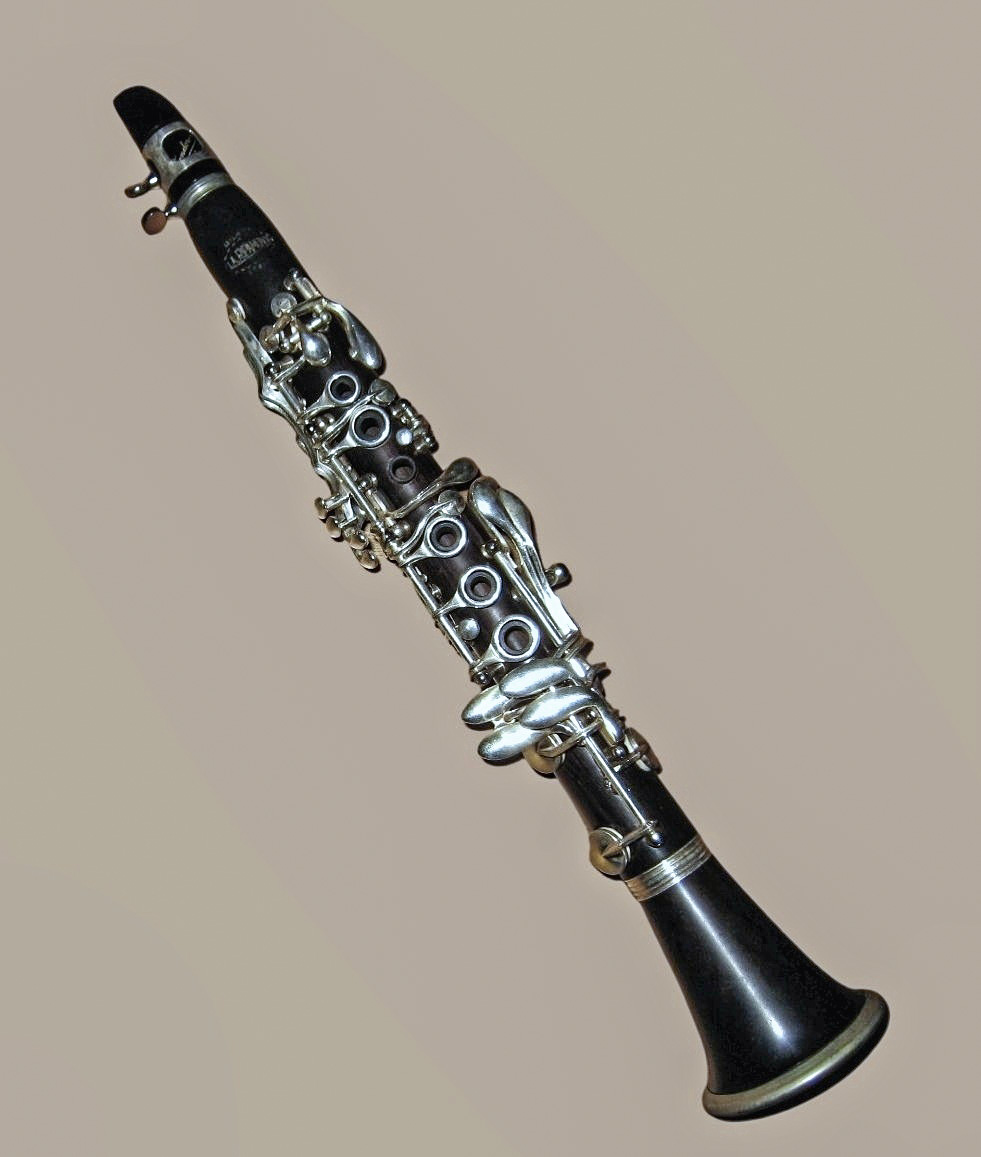
Clarinette, 422.211.2.

- 422.2 : instruments à anche simple, une lamelle unique frappe contre le corps de l'instrument
  - 422.21 : isolés
    - 422.211 : à perce cylindrique
      - 422.211.1 : sans trous pour les doigts
      - 422.211.2 : avec trous pour les doigts
        - Clarinettes
          - Clarinette piccolo en la bémol
          - Petite clarinette, requinto en mi bémol et en ré
          - Clarinette soprano en ut, en si bémol et en la
          - Clarinette de basset en la
          - Cor de basset en fa
          - Clarinette alto en mi bémol
          - Clarinette basse en si bémol
          - Clarinette contralto en mi bémol
          - Clarinette contrebasse en si bémol
          - Clarinette octo-contralto en mi bémol
          - Clarinette octo-contrebasse en si bémol

        - Cornemuses:
          - Duda (en)
          - Säckpipa
          - Zampogna

        - Folgerphone

    - 422.212 : à perce conique
      - Octavin
      - Saxophone
      - Tárogató

  - 422.22 : groupés
    - Zummara (double clarinette)

##### Anche libre (422.3)
- 422.3 : instruments à anche libre, la lamelle vibre à l'intérieur d'un cadre étroit. Forcément avec trous pour les doigts (les instruments sans trous appartiennent à la catégorie 412.13)
  - 422.31 : simples
  - Bawu
  - 422.32 : doubles

#### Trompettes (423)

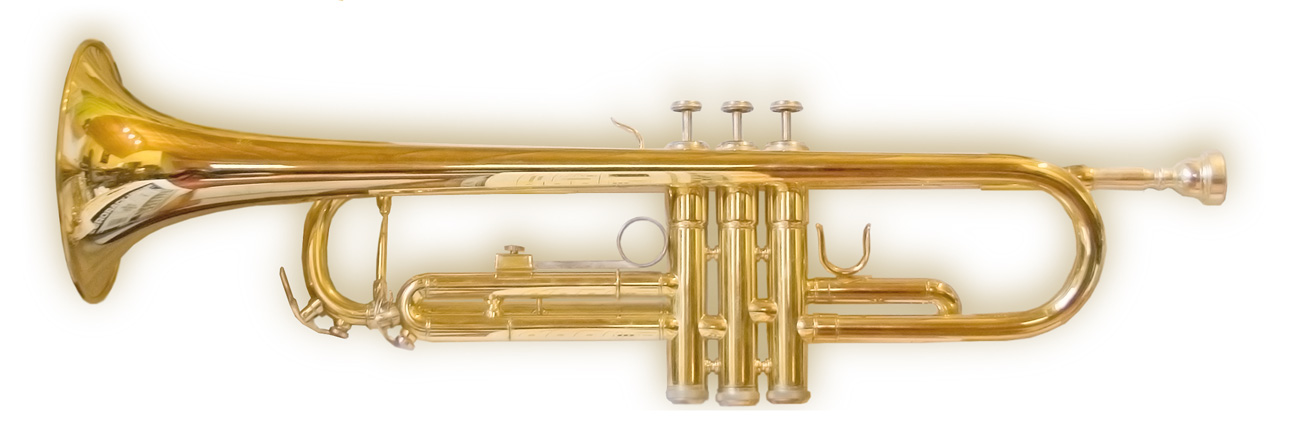
Trompette, 423.233.

La vibration des lèvres du musicien provoque le mouvement de l'air.
- 423.1 : trompettes naturelles, sans dispositif pour modifier la hauteur à part les lèvres du musicien
  - Trompette naturelle
  - 423.11 : conques, coquillages utilisés comme instruments de musique
    - 423.111 : à embouchure terminale
      - 423.111.1 : sans embouchure
        - Conque (si jouée comme une trompette)

      - 423.111.2 : à embouchure

    - 423.112 : à embouchure latérale

  - 423.12 : trompettes tubulaires
    - 423.121 : à embouchure terminale, l'embouchure fait face à l'axe de la trompette
      - 423.121.1 : droites, le tube n'est ni courbé, ni plié
        - 423.121.11 : sans embouchure
          - Didgeridoo
          - Trembita

        - 423.121.12 : à embouchure.

      - 423.121.2 : courbes
        - 423.121.21 : sans embouchure
          - Chophar

        - 423.121.22 : à embouchure
          - Clairon
          - Cor des Alpes
          - Cor naturel
          - Lur

    - 423.122 : à embouchure latérale

- 423.2 : trompettes chromatiques, à dispositif permettant de modifier la hauteur
  - 423.21 : à trous pour les doigts
    - Cornet à bouquin
    - Serpent

  - 423.22 : à coulisse
    - Bazooka
    - Sacqueboute
    - Trombone

  - 423.23 : à pistons
    - 423.231 : à perce conique
    - 423.232 : à perce semi-conique
      - Cor d'harmonie
      - Cornet à pistons
      - Euphonium
      - Mellophone
      - Soubassophone
      - Tuba
      - Tuba wagnérien

    - 423.233 : à perce cylindrique
      - Cor baryton
      - Trompette

### Suffixes additionnels
- 6 : à réservoir d'air
  - 61 : rigide
  - 62 : flexible

- 7 : à ajustement par des trous pour les doigts
  - 71 : avec clefs
  - 72 : avec Bandmechanik

- 8 : à clavier

- 9 : à mouvement mécanique